# Зеленотелка Зальберга
Зеленотелка Зальберга, или бабка Зальберга, или зеленотелка Сальберга, или бабка Сальберга, (лат. Somatochlora sahlbergi) — вид разнокрылых стрекоз из семейства бабок.

## Этимология названия
Вид назван в честь Карла Рейнгольда Зальберга (Carl Reinhold Sahlberg; 1779—1860) — финского биолога (энтомолога и ботаника), одного из основоположников биологии в Финляндии.

## Описание
Длина 48—50 мм, длина брюшка 32—35 мм, длина заднего крыла 30—33 мм. Тело равномерного бронзово-зелёного цвета. Внешний край глаз, которые соприкасаются большом протяжении друг с другом, с хорошо заметным выступом.
На передней стороне головы имеются жёлтые участки. У самцов — верхние анальные придатки, густо опушённые и резко, почти под прямым углом загнутые вверх. У самок имеется одна (а не две, как у других представителей рода) анально-кубитальная жилка на передних крыльях. Генитальная пластинка небольшая. Жёлтые базальные пятна на крыльях отсутствуют. III сегмент брюшка самок сильно сужен.

## Ареал
Встречается на севере США (Аляска) и Канады, на севере Европы, Сибири, на севере Дальнего Востока, на Камчатке и Чукотке. На севере России более обычен.

## Биология
Время лёта: июнь-октябрь. Предпочитает небольшие, но не чересчур мелкие озера, старицы рек, пруды и ямы в окружении сфагновых сплавин и зарослей осоки и подобных растений в тундрах и болотных массивах Севера. Яйца откладываются в грунт у водоёмов. Голова личинки сзади сильно сужена, глаза большие. Антенны с темными кольцами, особенно выраженными у молодых особей.